# Het Andere Rusland

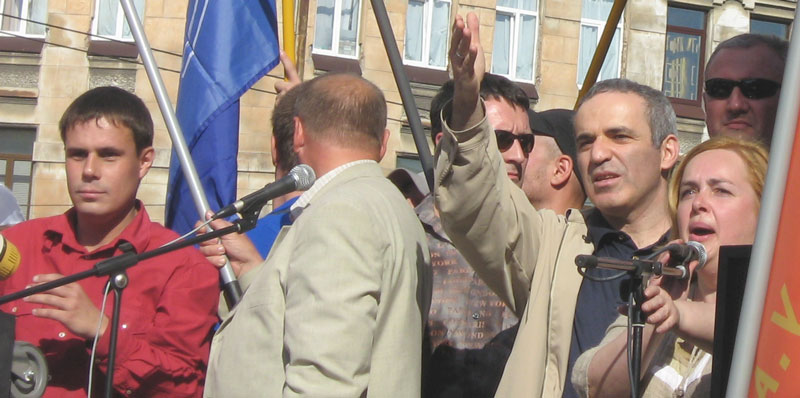
Leiders van Het Andere Rusland bij een demonstratie.

Het Andere Rusland of Een Ander Rusland (Russisch: Другая Россия; Droegaja Rossija) is een overkoepelende coalitie van tegenstanders van de president van Rusland, Vladimir Poetin. De coalitie bestaat uit vertegenwoordigers van zeer uiteenlopende politieke en mensenrechtenbewegingen, nationaal-bolsjewieken en communistische groepen (hoewel de Communistische Partij van de Russische Federatie afwezig is), maar ook individuele burgers.
De groep omvat zowel linkse als rechtse leiders van de oppositie maar ook mainstream-liberalen zoals de voormalige wereldkampioen schaken en Verenigd Burgerlijk Frontleider Garry Kasparov, de Nationaal-Bolsjewistische Partijleider Eduard Limonov, en het extreemlinkse Voorhoede van de Rode Jeugd.
Het lid Aleksandr Dolmatov pleegde zelfmoord in zijn cel nadat zijn asielvraag in Nederland was afgewezen.